# 阿尔伯特·克伊普
阿尔伯特·雅各布松·克伊普（荷蘭語：Aelbert Jacobszoon Cuyp，荷蘭語發音：[kœyp]；1620年10月20日—1691年11月15日），荷蘭黃金時代的主要画家之一，主要创作風景畫，尤以绘画清晨或傍晚金色阳光下的荷兰河畔景色而闻名。克伊普生于绘画世家，师从父亲雅各布·赫里特松·克伊普，是家族最知名者。

## 画作

克伊普画作
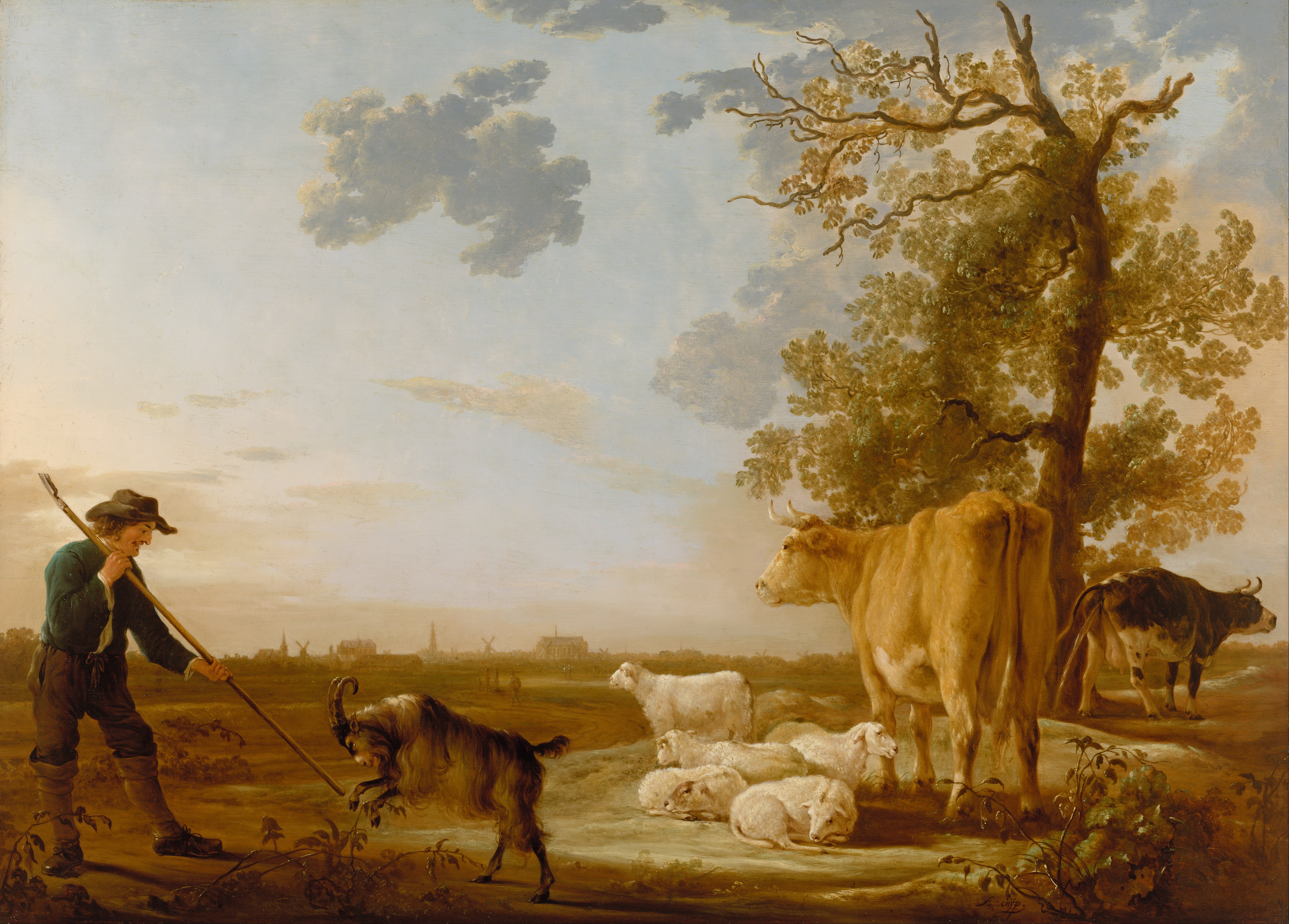
《风景与牛》 (约1639–1649年) 藏于維多利亞國立美術館
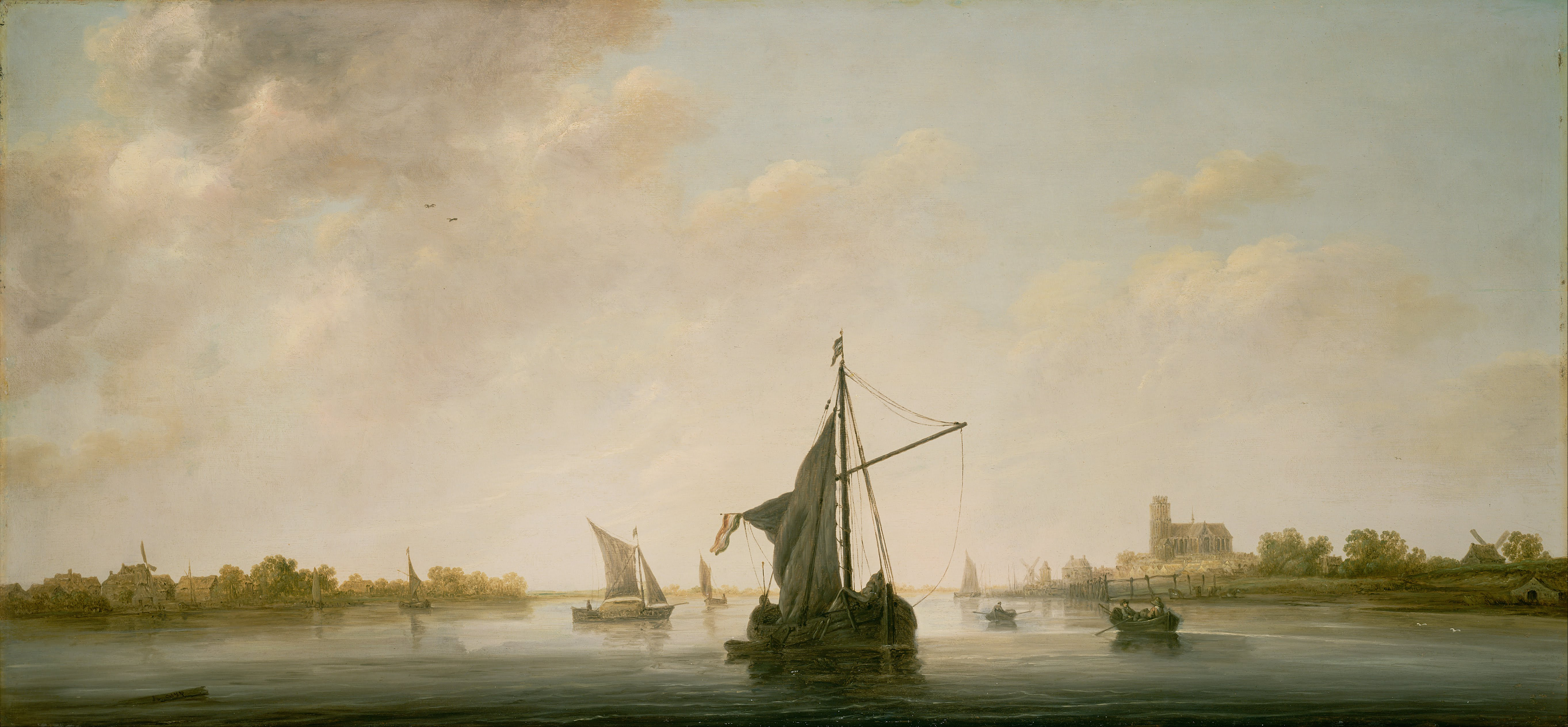
《多德雷赫特河段马斯河之景》 (约1645–1646年) J·保羅·蓋蒂博物館
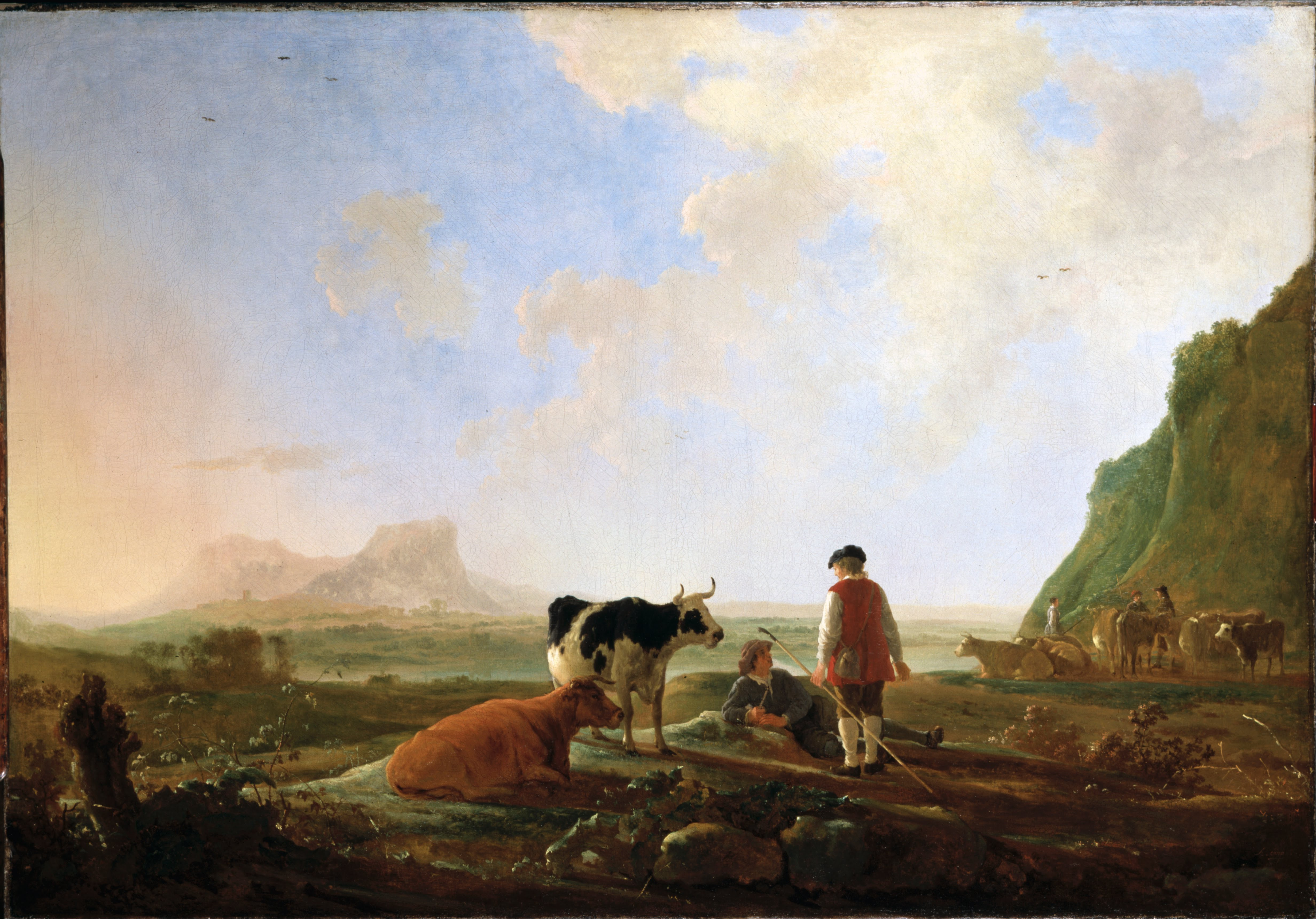
《牧民与奶牛》 (约1645年) 藏于达利奇美术馆
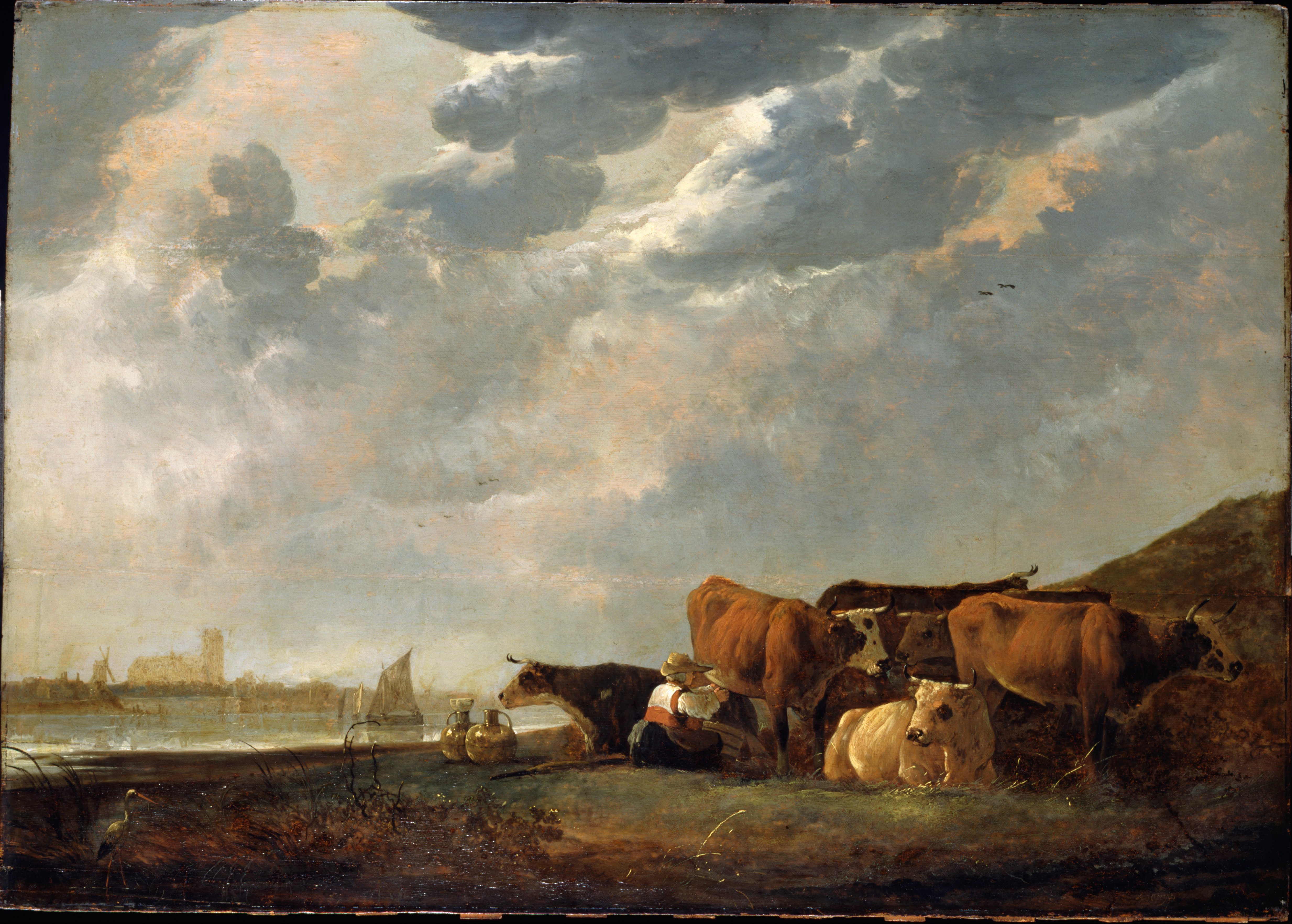
《马斯河畔的牛群，远处是多德雷赫特》
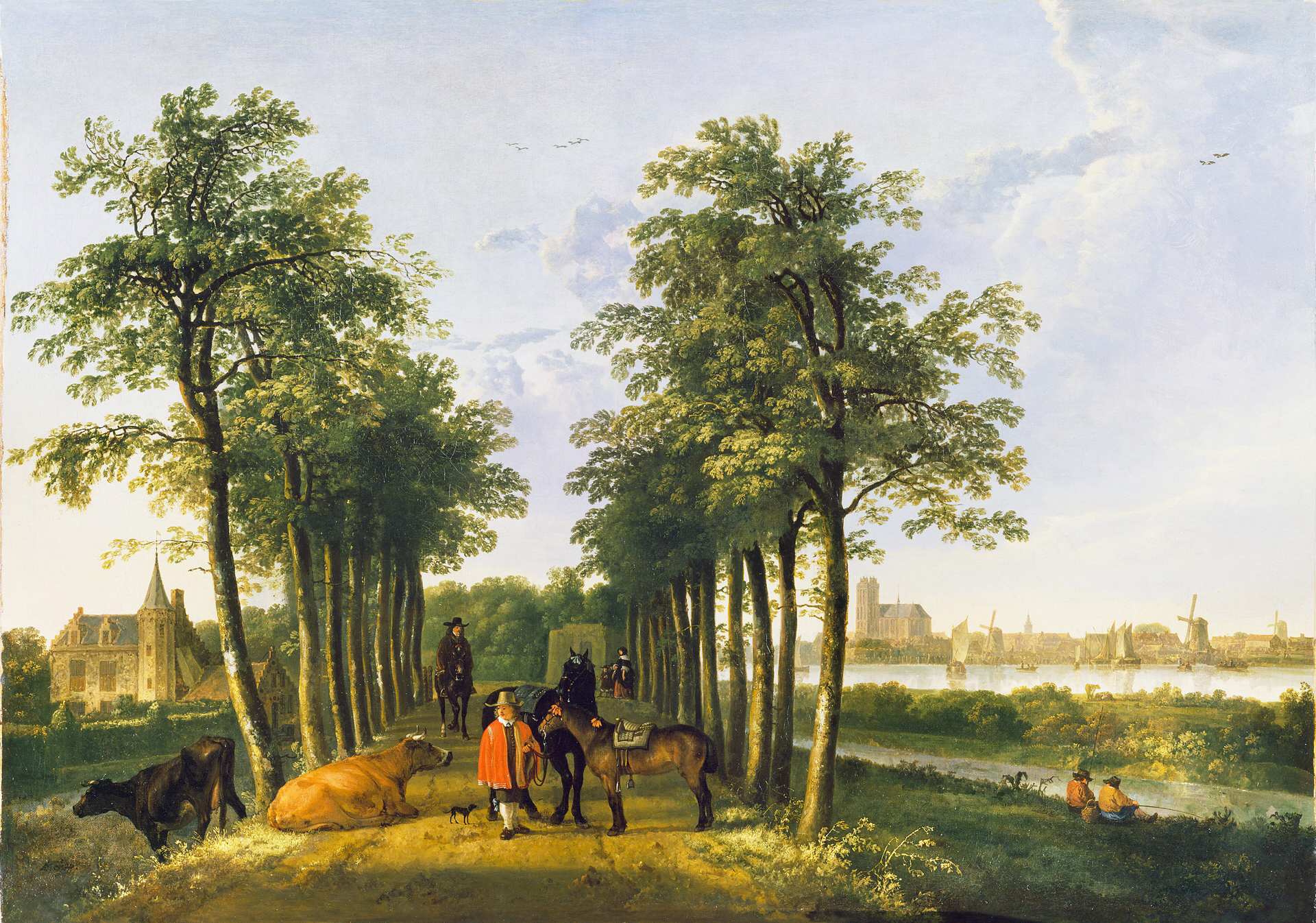
《梅尔德福特的大街》
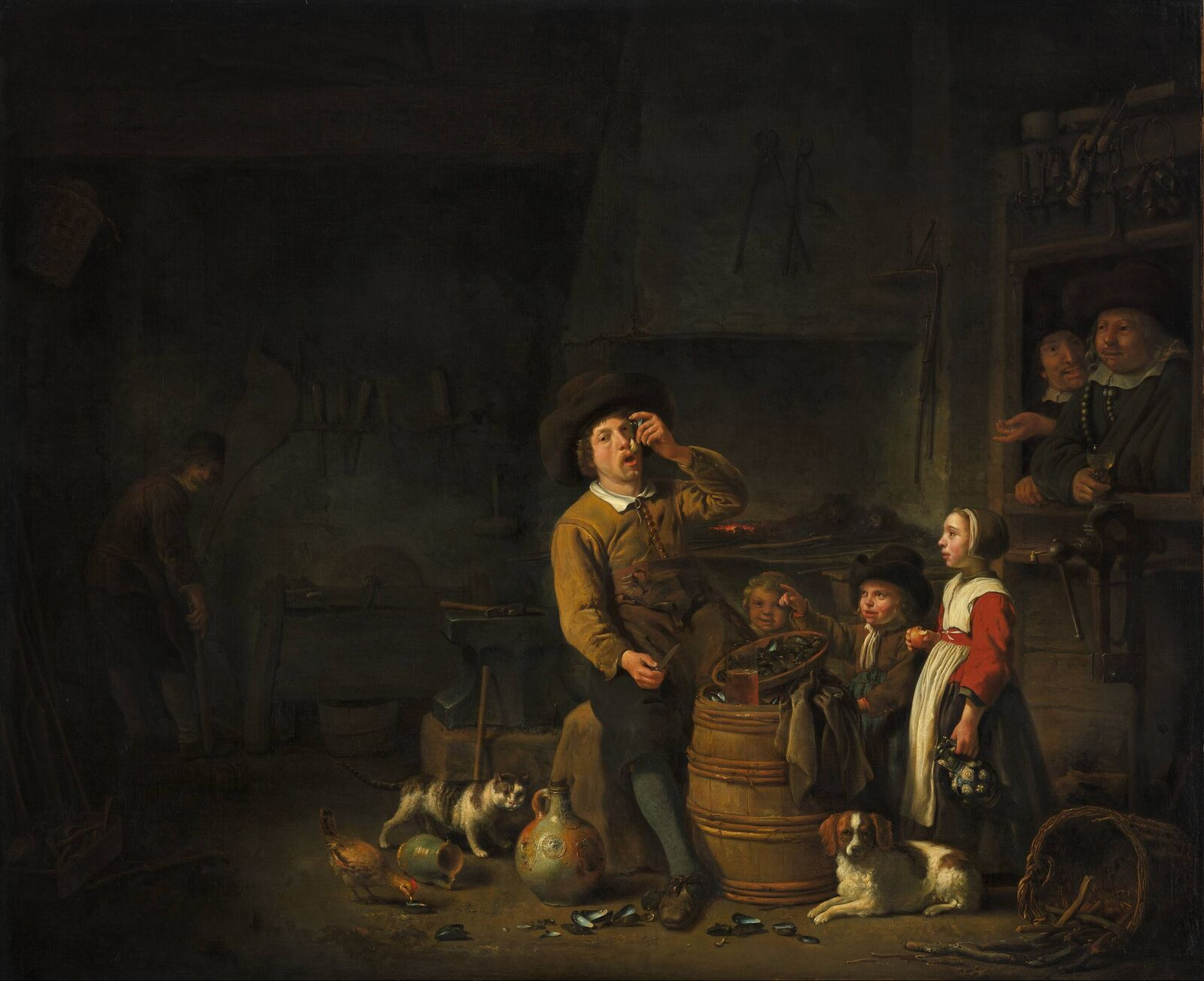
《食贻贝者》 (约1650年) 藏于博伊曼斯·范伯宁恩美术馆
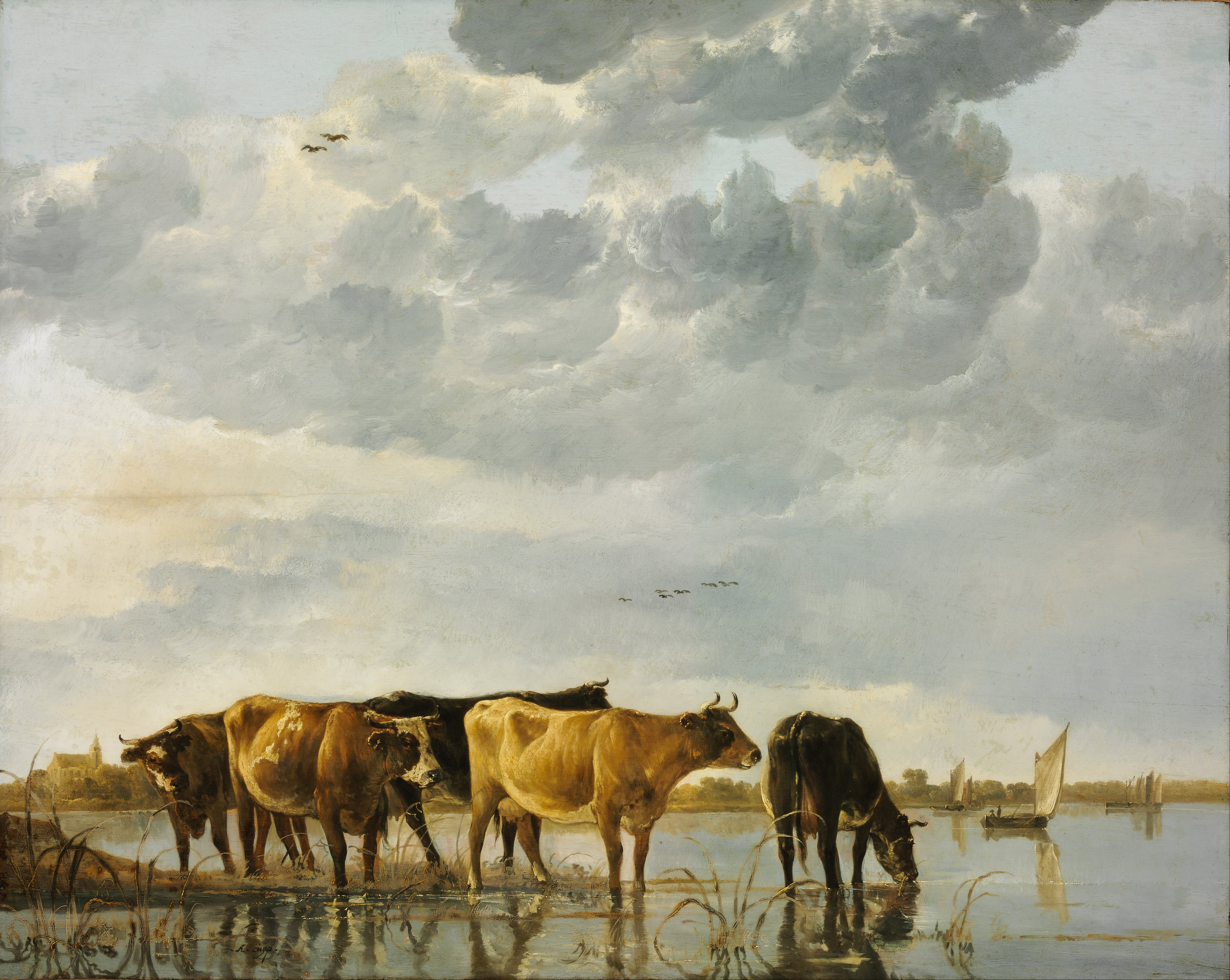
《河中牛群》 (约1654年)
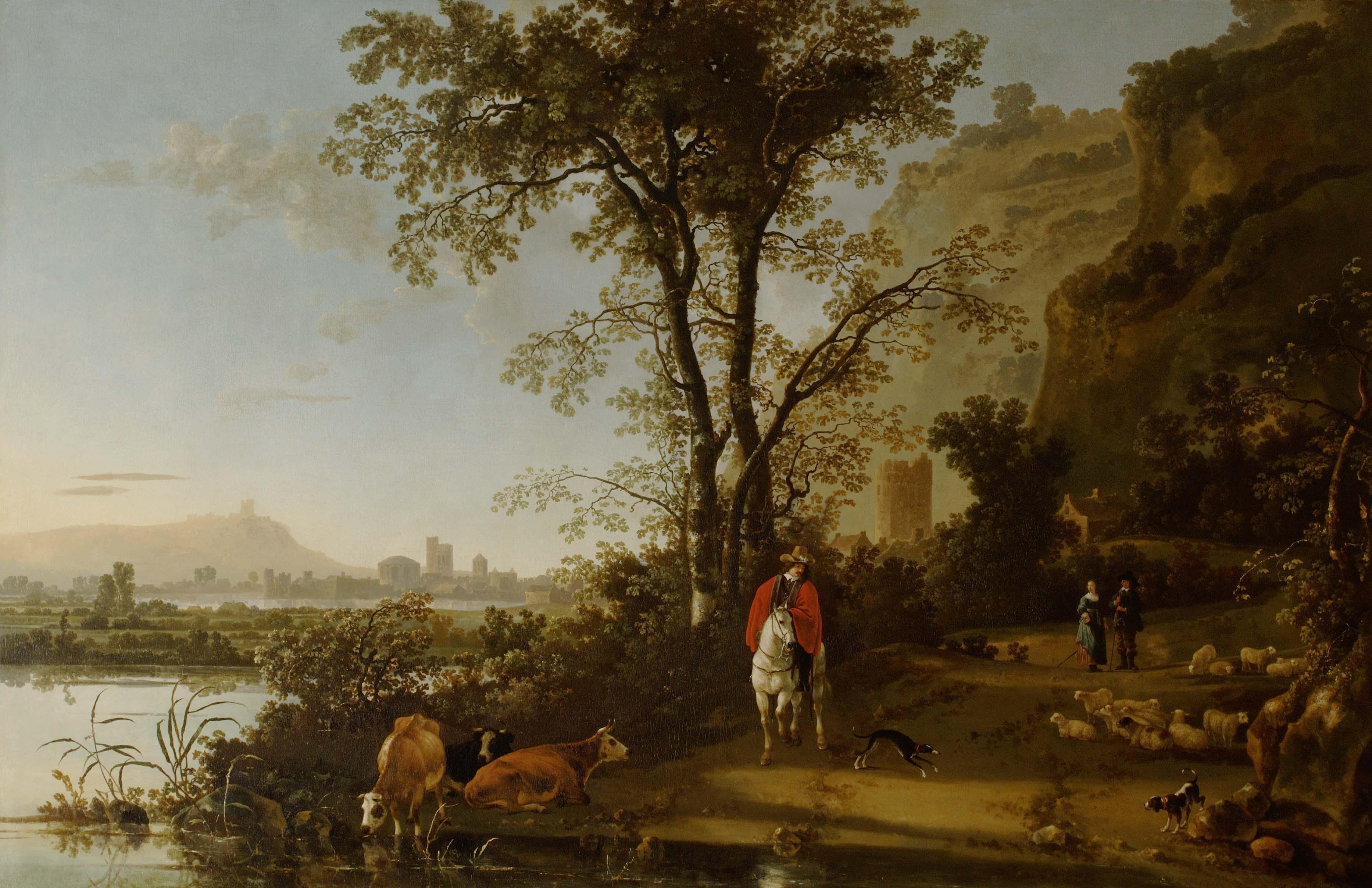
《有骑士、人物和牛的风景》 (约1655年) 藏于沃德斯登莊園
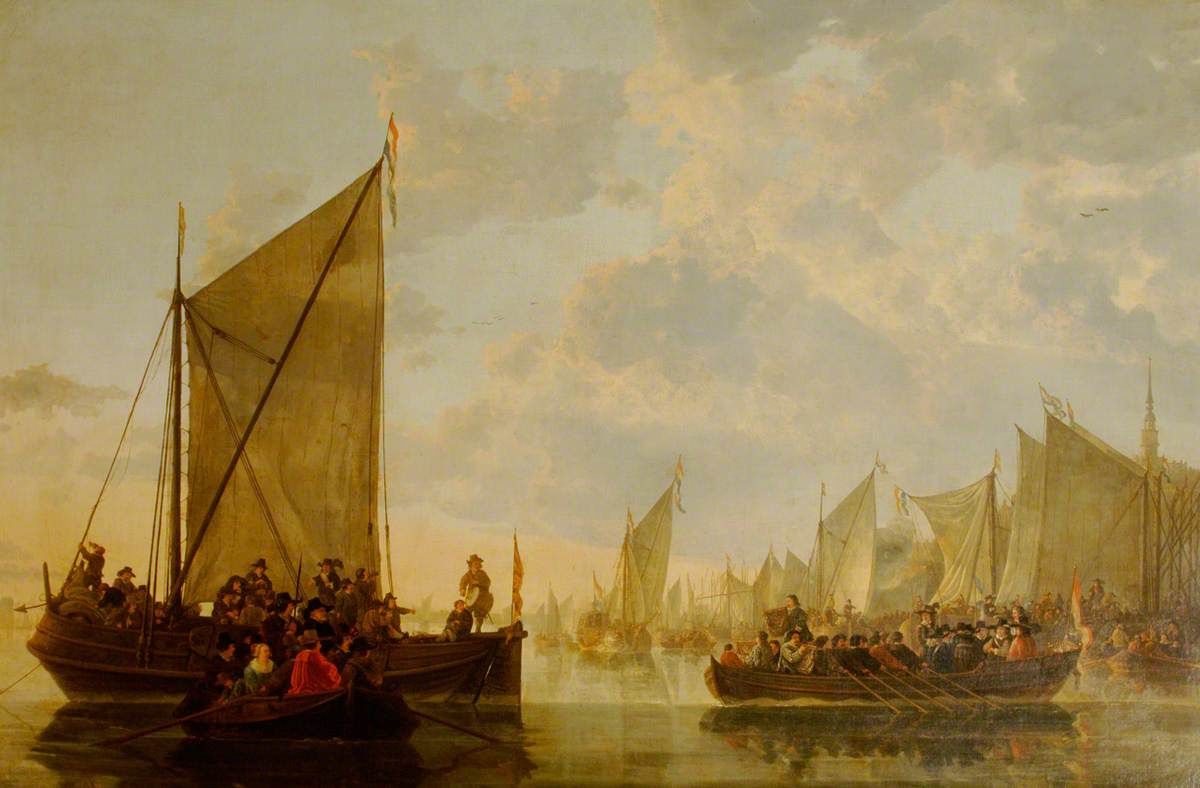
《多德雷赫特河段马斯河的登陆部队》 (约1655–1660年) 藏于沃德斯登莊園
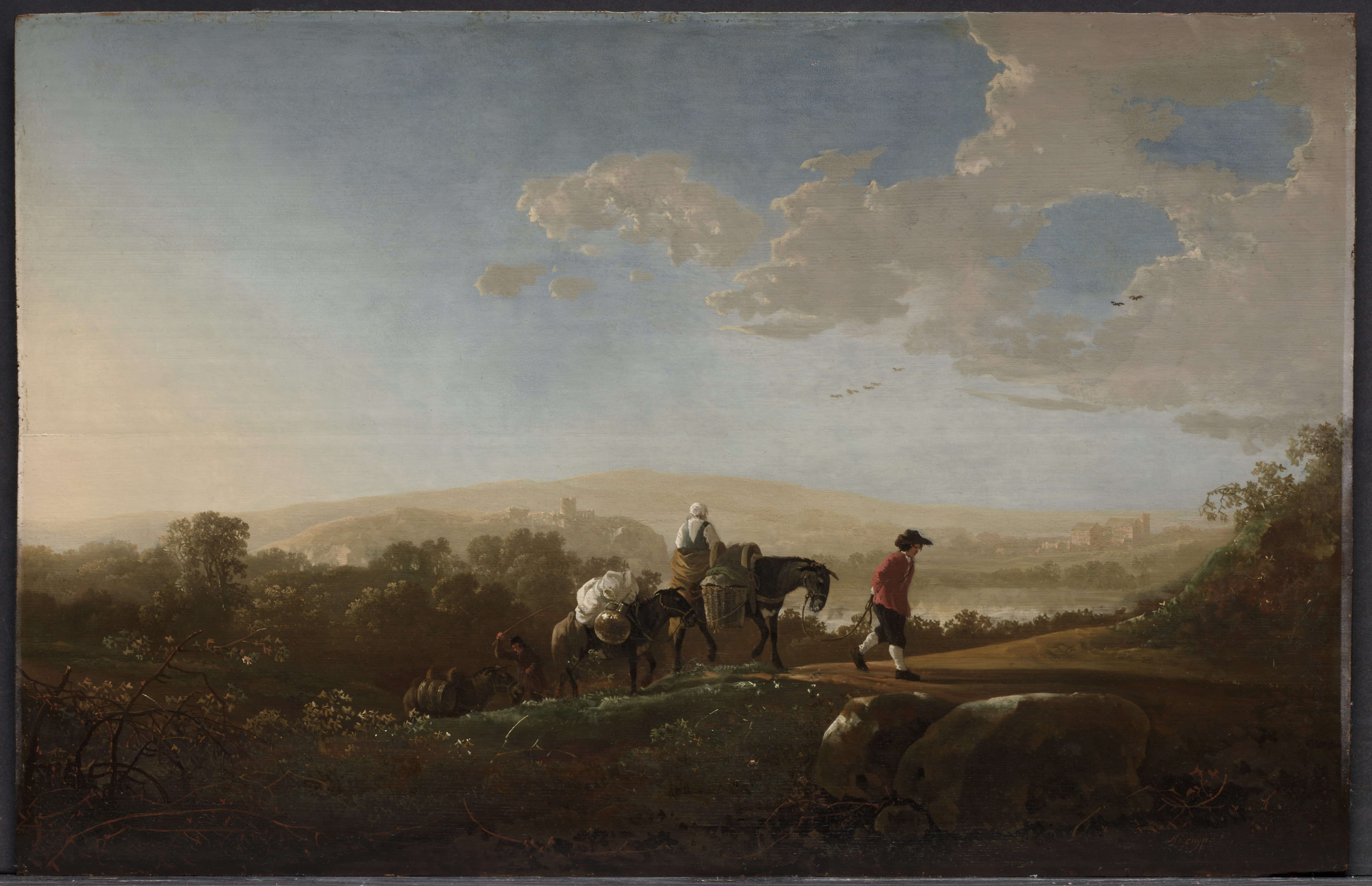
《丘陵乡村的旅人》 (约1650年) 藏于克利夫蘭藝術博物館
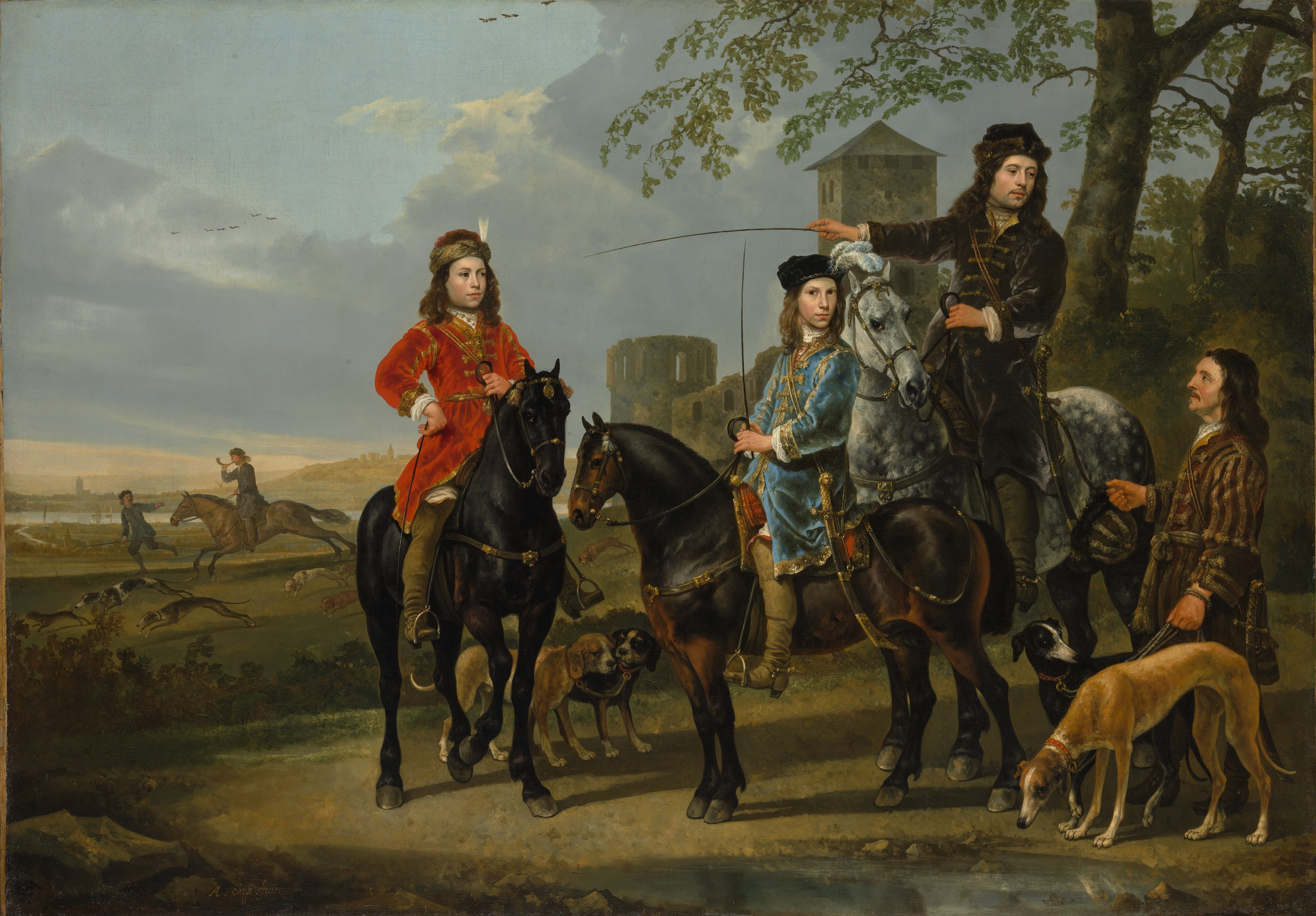
《科内利斯和米希尔·蓬珀·范梅尔德福特与他们导师和车夫的骑马肖像》 (1653年之前) 藏于大都會藝術博物館